# فن‌دی‌مترازین
فن‌دی‌مترازین (Bontril , Adipost , Anorex-SR , Appecon , Melfiat , Obezine , Phendiet , Plegine , Prelu-2، Statobex) یک داروی محرک از کلاس شیمیایی مورفولین‌ها است که به عنوان سرکوب کننده اشتها استفاده می‌شود.

## همچنین ببینید
- فن بوترازات
- مورازون